# Ефименко, Иван Тихонович
Иван Тихонович Ефименко (27 июля 1924, Гордеевка, Гомельская губерния — 23 августа 1992, Иваново) — разведчик батареи 892-го артиллерийского полка в годы Великой Отечественной войны; полный кавалер ордена Славы.

## Биография
Родился в Гордеевке (ныне — районный центр в Брянской области) в рабочей семье; получил среднее образование, работал формовщиком на заводе «Красный профинтерн».
С началом Великой Отечественной войны был эвакуирован; работал формовщиком на заводе в Нижнем Тагиле.
В рядах Красной армии с октября 1942 года; призван Нижнетагильским РВК Свердловской области (по другим данным — Гордеевским райвоенкоматом Орловской области).
Воевал на Брянском, Белорусском фронтах. Служил рядовым батареи 76-мм пушек. Был легко ранен в июне (по другим данным — в декабре) 1943 года.
В апреле 1944 года подозревался органами СМЕРШ в сотрудничестве с немцами, был осуждён, направлен в штрафную роту.
22 августа 1944 года, в конце Белорусской наступательной операции, красноармеец стрелок приданной 323-й стрелковой дивизии 35 ск 275 отдельной штрафной роты 3-й армии 2-го Белорусского фронта Ефименко Иван Тихонович в бою при прорыве обороны противника под городом Замбров уничтожил пулемётную точку и 15 солдат противника; был ранен, но не оставил поле боя. 11 сентября 1944 года награждён орденом Славы III степени.
14 января 1945 года в бою на Висле (в 15 км юго-восточнее города Зволень) сержант Ефименко обнаружил 8 пулемётных точек, 4 миномётные батареи и 3 тяжёлых метательных аппарата противника, которые были уничтожены огнём батареи. 5 февраля 1945 года в бою на Одере, в
15 км западнее населённого пункта Кроссен, будучи разведчиком 2 батареи 892-го артполка 323-й стрелковой дивизии 38-го стрелкового корпуса 33-й армии 1-го Белорусского фронта, обнаружил 4 пулемётные точки и 2 миномётные батареи противника, которые были уничтожены; в этом же бою уничтожил до 20 и пленил 8 солдат противника. 2 апреля 1945 года награждён орденом Славы II степени.
16 апреля 1945 года при прорыве обороны на Одере у населённого пункта Лоссов (в 2 км южнее Франкфурта) обнаружил 3 наблюдательных пункта, огневые позиции 2-х миномётных батарей и реактивных метательных аппаратов противника; корректировал огонь батареи при подавлении этих целей. Был представлен к званию Героя Советского Союза. Указом Президиума Верховного Совета СССР от 15 мая 1946 года награждён орденом Славы I степени.
16 апреля 1945 года в одном из боёв был ранен, День Победы встретил в госпитале. Демобилизован в январе 1946 года в звании старшего сержанта.
Жил в городе Иваново, работал кочегаром на фабрике, арматурщиком на стройке. В 1947 году получил отрицательный ответ на свой запрос в Министерство обороны о присвоении звания Герой Советского Союза. О награждении орденом Славы 1-й степени узнал из переписки с однополчанами в 1960-е годы; орден была вручён И. Т. Ефименко в декабре 1991 года.
Умер 23 августа 1992 года; похоронен 25 августа на кладбище Балино города Иваново.

## Награды
- Орден Славы III степени (11.9.1944)[10]
- Орден Славы II степени (2.4.1945)[8]
- орден Славы I степени (15.5.1946) — за исключительное мужество, отвагу и бесстрашие, проявленные на заключительном этапе Великой Отечественной войны в боях с гитлеровскими захватчиками[6][5]
- Орден Отечественной войны I степени (6.11.1985)[3]
- медали.